# Ubuntu GNOME

Ubuntu GNOMEのロゴ

Ubuntu GNOME (ウブントゥ グノーム) はUbuntu派生ディストリビューションで、デスクトップ環境にGNOME Shellを採用している。

## 名前の由来
Ubuntuにデスクトップ環境としてGNOME Shellを用いている事からUbuntu GNOMEになっている。Ubuntuはズールー語やコサ語で他者への思いやりを意味する。一方GNOMEはGNU Network Object Model Environment（グニュー・ネットワーク・オブジェクト・モデル・エンバイロメント）の頭字語である。
「Gubuntu」とされなかったのは、発音がGoobuntuにも聞こえる事から、これと区別するために採用されなかった。

## 歴史
プロジェクトは非公式にUbuntu GNOME Remixという名称で開始している。12.10がはじめてのリリースとなっている。
13.04から公式フレーバーとなり、Remixを外した現在の名称でリリースされた。
Ubuntu自身のデスクトップ環境が17.10からGNOMEになったため17.04のリリースを最後に新たなリリースは途絶えている。

## 注意点
デスクトップ環境にGNOME Shellを採用し、ディスプレイマネージャにもGNOME ディスプレイマネージャー (GDM) を採用するなど、一見Ubuntuに純粋なGNOMEを採用しているように見える。しかし、例えばUbuntu GNOME 13.10のベースはGNOME 3.8であるが、一部のパッケージで3.6や3.10のものが混在しているなど、一種のキメラ状態であることに注意が必要である。

## リリース履歴
基本的にUbuntuと同じタイミングでリリースされる。
| サポート終了 | サポート中 | 未リリース |

| バージョン | コードネーム     | リリース日 | サポート期限 | 備考 |
| ---------- | ---------------- | ---------- | ------------ | --- |
| 12.10      | Quantal Quetzal  | 2012-10-18 | 2014年4月    | Ubuntu GNOME Remixとして初リリース。 |
| 13.04      | Raring Ringtail  | 2013-04-26 | 2014年1月    | Ubuntu GNOMEとして公式リリースとなる。Firefox、Ubuntu ソフトウェアセンター および アップデートマネージャー、LibreOffice 4.0 を新たに採用。 |
| 13.10      | Saucy Salamander | 2013-10-17 | 2014年7月    | GNOME 3.8 を採用。 |
| 14.04 LTS  | Trusty Tahr      | 2014-04-17 | 2017年4月    | GNOME 3.10 を採用。ログイン時にGNOME Classicモードの選択可能。長期サポート（リリースから3年間）。                                          |
| 16.04 LTS  | Xenial Xerus     | 2016-04-21 | 2019年4月    | GNOME 3.18 を採用。Ubuntuソフトウェアセンターがソフトウェアに置き換わる。                                                                  |
| 17.04      | Zesty Zapus      | 2017-04-13 | 2018年1月    | GNOME 3.24 を採用。最終リリース。 |